# Yevla
Yevla es una ciudad y  municipio situada en el distrito de Nashik en el estado de Maharashtra (India). Su población es de 49826 habitantes (2011). Se encuentra a 81 km de Nashik.

## Demografía
Según el censo de 2011 la población de Yevla era de 49826 habitantes, de los cuales 25582 eran hombres y 24244 eran mujeres. Yevla tiene una tasa media de alfabetización del 90,83%, superior a la media estatal del 82,34%: la alfabetización masculina es del 94,25%, y la alfabetización femenina del 87,26%.